# Улянівка (Одеський район)
Уля́нівка — село Доброславської селищної громади Одеського району Одеської області в Україні. Населення становить 87 осіб.

## Населення
Згідно з переписом УРСР 1989 року чисельність наявного населення села становила 81 особа, з яких 37 чоловіків та 44 жінки.
За переписом населення України 2001 року в селі мешкало 87 осіб.

### Мова
Розподіл населення за рідною мовою за даними перепису 2001 року:
| Мова       | Кількість | Відсоток |
| ---------- | --------- | -------- |
| українська | 86        | 98.85%   |
| російська  | 1         | 1.15%    |
| Усього     | 87        | 100%     |